# Цинтунся
Цинтунся́ (кит. упр. 青铜峡, пиньинь Qīngtóngxiá) — городской уезд городского округа Учжун Нинся-Хуэйского автономного района (КНР). Название означает «ущелье Цинтун».

## История
После того, как царство Цинь завоевало все остальные царства и создало первую в истории Китая централизованную империю, в результате похода против северных кочевников были захвачены эти земли. В 214 году до н. э. был образован уезд Фупин (富平县). Во II веке эти места были захвачены гуннами, и надолго перешли под власть кочевников.
После того, как при империи Северная Вэй китайские войска вновь завоевали эти места, в VI веке они вошли в состав области Линчжоу (灵州). В XI веке эти земли вошли в состав тангутского государства Си Ся.
После того, как государство тангутов в XIII веке было уничтожено монголами, территория области Линчжоу постепенно уменьшалась, но она по-прежнему сохраняла важное значение. При империи Мин здесь была размещена охранная тысяча, подчинённая напрямую Нинсяскому гарнизону (宁夏卫).
При империи Цин в 1725 году был создан уезд Ниншо (宁朔县). В 1827 году в составе области Линчжоу был создан Нинлинский комиссариат (宁灵厅). После Синьхайской революции в Китае была проведена реформа административного деления, и в 1913 году Нинлинский комиссариат был преобразован в уезд Цзиньцзи (金积县) провинции Ганьсу. В 1929 году гоминьдановскими властями была создана провинция Нинся, и уезды Ниншо и Цзиньцзи вошли в её состав.
В апреле 1954 года в составе провинции Нинся был создан Хэдун-Хуэйский автономный район (河东回族自治区), и уезд Цзиньцзи вошёл в его состав. Осенью 1954 года провинция Нинся была расформирована, и Хэдун-Хуэйский автономный район вошёл в состав провинции Ганьсу; в том же году в составе провинции Ганьсу был создан Специальный район Иньчуань (银川专区), в состав которого вошёл уезд Ниншо. В 1955 году Хэдун-Хуэйский автономный район был переименован в Учжун-Хуэйский автономный округ (吴忠回族自治州). В 1958 году был создан Нинся-Хуэйский автономный район; Учжун-Хуэйский автономный округ и специальный район Иньчуань были расформированы, и уезды Ниншо и Цзиньцзи перешли в прямое подчинение властям Нинся-Хуэйского автономного района. В 1960 году уезды Ниншо и Цзиньцзи были расформированы, а на большей части их территории был образован город Цинтунся Нинся-Хуэйского автономного района. В 1963 году город Цинтунся был преобразован в уезд Цинтунся (青铜峡县).
В 1972 году в составе Нинся-Хуэйского автономного района был создан Округ Иньнань (银南地区), и уезд Цинтунся вошёл в его состав. В 1984 году уезд Цинтунся был преобразован в городской уезд. В 1998 году округ Иньнань был преобразован в городской округ Учжун.

## Административное деление
Городской уезд делится на 1 уличный комитет и 8 посёлков.